# Пенелопе Халсъл
Пенелопе Халсъл (на английски: Penelope Halsall) е британска писателка на бестселъри в жанра съвременен и исторически романс. Пише под псевдонимите Пени Джордан (на английски: Penny Jordan), Каролин Къртни (на английски: Caroline Courtney), Мелинда Райт (на английски: Melinda Wright), Лидия Хичкок (на английски: Lydia Hitchcock), и Ани Гроувс (на английски: Annie Groves).

## Биография и творчество
Пенелопе Джонс Халсъл е родена на 24 ноември 1946 г. в Престън, Ланкашър, Англия, в семейството на Антъни Уин Джонс и Маргарет Луиз Гроувс Джонс. Има по-малки брат – Антъни Джоунс, и сестра – Прудънс Джонс. От малка е запалена читателка и започва сама да съставя измислени истории, за да приспива малката си сестра. Обича да чете книгите на Джейн Остин, Дороти Дънет, Катрин Куксън, Жоржет Хайер, Чарлз Дикенс, и Уилям Шекспир.
Учи английски език и литература, и география, в гимназията „Рочдейл“. След нея работи 14 години като машинописка в банка в Манчестър. Омъжва се Стив Халсъл, счетоводител, който пие и пуши много, и умира от рак на гърлото през 2002 г. Двамата нямат деца и се преместват да живеят в провинцията.
Започва да пише за собствено удоволствие още в началото на 20-те си години. Когато става на 30 г. съпругът ѝ купува малка електрическа пишеща машина, на която пише първите си романи. Участва в конкурс на Асоциацията на писателите на романси и „Mills & Boon“, на който е наградена и се свързва с агент.
Първият ѝ романс „Duchess in Disguise“ излиза през 1979 г. под псевдонима Каролин Къртни, с който се отприщва нейната изключително плодовита писателска кариера от 190 книги. Под псевдонима Каролин Къртни публикува в периода 1979 – 1986 г., а като Мелинда Райт и Лидия Хичкок през 1981 – 1983 г. От 1981 г. до смъртта си ползва своя основен псевдоним Пени Джордан за съвременните си романси. От 2003 г. отново ползва нов псевдоним – Ани Гроувс, за поредица от серии исторически романси.
Писателката твори в своя дом в Нантуич, в селските райони на Чешър, който е в стил „Тюдор“, в компанията на своите домашните любимци. Произведенията ѝ са преведени на над 25 езика и са издадени в над 90 милиона екземпляра. През 2003 г. е удостоена с награда за цялостно творчество от списание „Romantic Times“.
По време на творческата си кариера тя участва в много благотворителни акции и организации, работейки в подкрепа на жените и жените-писателки.
Пенелопе Халсъл умира от рак на 31 декември 2011 г. в Нантуич, Чешър.

## Произведения

### като Каролин Къртни

#### Самостоятелни романи
- Duchess in Disguise (1979)
- A Wager for Love (1979)
- Guardian of the Heart (1979)
- Love Unmasked (1979)
- Dangerous Engagement (1979)
- Love's Masquerade (1980)
- Love Triumphant (1980)
- Heart of Honour (1980) – издадена и като „Heart of honor“
- Libertine in Love (1980)
- The Fortunes of Love (1980)
- The Romantic Rivals (1980)
- The Masquerading Heart (1981)
- Abandoned for Love (1981)
- The Tempestuous Affair (1981)
- Love of My Life (1981)
- A Lover's Victory (1981)
- Destiny's Duchess (1981)
- The Courier of Love (1982)
- The Daring Heart (1982)
- Love in Waiting (1982)
- Forbidden Love (1982)
- Hearts or Diamonds (1985)
- Prisoner of Passion (1985)
- Dual Enchantment (1985)
- Conspiracy of Kisses (1986)

### като Мелинда Райт

#### Самостоятелни романи
- The Concorde Affair (1981)
- Love at 30 000 Feet (1982)
- Flight into Ecstasy (1983)

### като Лидия Хичкок

#### Самостоятелни романи
- The Ducetti Lair (1981)
- The Geneva Touch (1982)

### като Пени Джордан

#### Самостоятелни романи
- Falcon's Prey (1981)
- Tiger Man (1981)
- Marriage without Love (1981)
- The Caged Tiger (1982)
- An Unbroken Marriage (1982)
- Long Cold Winter (1982)
- Blackmail (1982)
- Daughter of Hassan (1982)
- Northern Sunset (1982)
- Island of the Dawn (1982)
- Bought with His Name (1982)
- Escape from Desire (1982)
- The Flawed Marriage (1983)
- Phantom Marriage (1983)
- Desire's Captive (1983)
- Rescue Operation (1983)
- A Sudden Engagement (1983)
- Passionate Protection (1983)
- Savage Atonement (1983)
- Forgotten Passion (1983)
- Man Hater (1983)
- The Inward Storm (1984)
- Love's Choices (1984)
- Response (1984)
- Shadow Marriage (1984)
- Wanting (1984)
- Darker Side of Desire (1984)
- Rules of the Game (1984)
- Campaign for Loving (1984)
- What You Made Me (1985)
- The Friendship Barrier (1985)
- The Only One (1985)
- The Six-Month Marriage (1985)
- Taken Over (1985)
- Time Fuse (1985)
- You Owe Me (1985)
- Exorcism (1985)
- Permission to Love (1985)
- Fire With Fire (1985)
- Injured Innocent (1985)
- The Hard Man (1985)
- Desire for Revenge (1985)
- Capable of Feeling (1986)
- Desire Never Changes (1986)
- A Man Possessed (1986)
- Research into Marriage (1986)
- Return Match (1986)
- A Reason for Marriage (1986)
- Loving (1986)
- Stronger Than Yearning (1986)
- Levelling the Score (1987)
- Too Short a Blessing (1987)
- Passionate Relationship (1987)
- A Savage Adoration (1987)
- For One Night (1987)
- An Expert Teacher (1987)
- Substitute Lover (1987)
- Fight for Love (1987)
- Дълг към любовта, Payment in Love (1988)
- Potential Danger (1988)
- Special Treatment (1988)
- Force of Feeling (1988)
- Power Play (1988)
- Without Trust (1988)
- Lover's Touch (1988)
- Убежище за влюбени, Beyond Compare (1989)
- So Close and No Closer (1989)
- Щастливо семейство, Equal Opportunities (1989)
- Наказание целувка, A Reason for Being (1989)
- Щастливо недоразумение, Valentine's Night (1989)
- Free Spirit (1989)
- Игра на съдбата, Bitter Betrayal (1989)
- Silver (1989)
- Неугасваща страст, A Rekindled Passion (1989)
- Лъжовни игри, Game of Love (1990)
- A Kind of Madness (1990)
- Time for Trust (1990)
- Неизречено желание, Unspoken Desire (1990)
- Breaking Away (1990)
- Rival Attractions (1990)
- Срещу вятъра, Out of the Night (1990)
- The Hidden Years (1990)
- Second Time Loving (1990)
- Dangerous Interloper (1991)
- Payment Due (1991)
- A Forbidden Loving (1991)
- A Time to Dream (1991)
- Second-Best Husband (1991)
- A Cure for Love (1991)
- Stranger From The Past (1991)
- Past Passion (1991)
- Law of Attraction (1991)
- Lesson to Learn (1992)
- Mistaken Adversary (1992)
- Lingering Shadows (1992)
- Passionate Possession (1992)
- A Matter of Trust (1992)
- Tug of Love (1992)
- Yesterday's Echoes (1993)
- И в радост, и в беда, For Better for Worse (1993)
- French Leave (1994)
- Cruel Legacy (1994)
- Power Games (1995)
- Unwanted Wedding (1995)
- The Trusting Game (1995)
- Her Christmas Fantasy (1996)
- Mission: Make-Over (1997)
- To Love, Honour and Betray (1998)
- Wanting His Child (1999)
- One Intimate Night (1999)
- The City-Girl Bride (2001)
- Christmas Eve Wedding (2002)
- Now or Never (2003)
- The Italian Duke's Mistress (2006)
- The Boss's Marriage Arrangement (2008)
- A Bride for His Majesty's Pleasure (2009)
- The Italian Duke's Virgin Mistress (2010)
- The Dutiful Wife (2010)
- Lords of the Desert (2011)
- A Stormy Spanish Summer (2011)
- Pride (2011)
- Passion and the Prince (2011)
- A Secret Disgrace (2012)

#### Серия „Булчински букет“ (Bride's Bouquet)
1. Woman to Wed? (1996)
2. Best Man to Wed? (1996)
3. Too Wise to Wed? (1996)

#### Серия „Перфектни“ (Perfect Crightons)
1. A Perfect Family (1997)
2. The Perfect Seduction (1997)
3. Perfect Marriage Material (1997)
4. The Perfect Match? (1997)
5. The Perfect Lover (1998)
6. The Perfect Sinner (1999)
7. The Ultimate Surrender (2000)
8. The Perfect Father (2000)
9. A Perfect Night (2000)
10. Coming Home (2000)
11. Starting Over (2001)

#### Серия „Нощна фантазия“ (Fantasy in the Night)
1. Fantasy for Two (1998)
2. One Night in His Arms (1998)

#### Серия „Сладко отмъщение / Съблазняване“ (Sweet Revenge / Seduction)
1. The Mistress Assignment (1999)
2. Lover by Deception (1999)
3. A Treacherous Seduction (1999)
4. The Marriage Resolution (1999)

#### Серия „Нощ на арабския шейх“ (Sheikh's Arabian Night)
1. The Sheikh's Virgin Bride (2003)
2. One Night with the Sheikh (2003)
3. Possessed by the Sheikh (2005)
4. Prince of the Desert (2006)
5. Taken By The Sheikh (2006)
6. The Sheikh's Blackmailed Mistress (2007)

#### Серия „Бързи съпруги“ (Jet Set Wives)
1. Bedding His Virgin Mistress (2005)
2. Expecting The Playboy's Heir (2005)
3. Blackmailing the Society Bride (2005)

#### Серия „Коприна“ (Silk)
1. Коприна, Silk (2008)
2. Sins (2009)
3. Scandals (2010)

#### Серия „Братя Леопарди“ (Leopardi Brothers)
1. Captive At the Sicilian Billionaire's Command (2009)
2. The Sicilian Boss's Mistress (2009)
3. The Sicilian's Baby Bargain (2009)

#### Серия „Необходимост: Светът на най-приетите“ (Needed: The World's Most Eligible)
1. The Wealthy Greek's Contract Wife (2009)
2. Marriage: To Claim His Twins (2010)

#### Серия „Династия Паренти“ (Parenti Dynasty)
1. The Reluctant Surrender (2010)
2. Giselle's Choice (2011)

#### Серия „Руски съперници“ (Russian Rivals)
1. The Most Coveted Prize (2011)
2. The Power of Vasilii (2011)

#### Участие в съвместни серии с други писатели

##### Серия „Страници и привилегии“ (Pages & Privileges)
- Past Loving (1992)

от серията има още 24 романа от различни автори

##### Серия „Само за неговите очи“ (For Her Eyes Only)
9. An Unforgettable Man (1995)
от серията има още 4 романа от различни автори

##### Серия „Опасни връзки“ (Dangerous Liaisons)
- An Unforgettable Man (1995)

от серията има още 8 романа от различни автори

##### Серия „Големи събития“ (Big Event)
6. Marriage Make Up (1998)
от серията има още 5 романа от различни автори

##### Серия „Амнезия“ (Amnesia)
- Back in the Marriage Bed (2000)

от серията има още 3 романа от различни автори

##### Серия „Гръцки магнати“ (Greek Tycoons)
- The Demetrios Virgin (2001)
- The Mistress Purchase (2004)

от серията има още 59 романа от различни автори

##### Серия „Латински любовници“ (Latin Lovers)
- Christmas with a Latin Lover (2001) – с участието на Люси Гордън и Лин Греъм

от серията има още 22 романа от различни автори

##### Серия „Горещо отмъщение“ (Red-Hot Revenge)
- The Marriage Demand (2001)

от серията има още 14 романа от различни автори

##### Серия „Не ме безпокойте“ (Do Not Disturb)
- The Tycoon's Virgin (2002)

от серията има още 17 романа от различни автори

##### Серия „Бракувана!“ (Wedlocked!)
- The Blackmail Baby (2002)
- Marco's Convenient Wife (2002)
- Mistress to Her Husband (2004)

от серията има още 48 романа от различни автори

##### Серия „Какво искат жените!“ (What Women Want!)
- What Women Want! (2002)

от серията има още 60 романа от различни автори

##### Серия „От кралското командване“ (By Royal Command)
- The Blackmail Marriage (2003)
- The Italian Duke's Wife (2006)

от серията има още 3 романа от различни автори

##### Серия „Любовници за милионер“ (Mistress to a Millionaire)
29. Virgin For The Billionaire's Taking (2007)
30. The Mistress Purchase (2004)
31. Mistress of Convenience (2004)
от серията има още 29 романа от различни автори

##### Серия „Чуждестранни афери“ (Foreign Affairs)
- Mistress of Convenience (2004)

от серията има още 33 романа от различни автори

##### Серия „Вечеря в 8“ (Dinner at 8)
- The Christmas Bride (2006)

от серията има още 15 романа от различни автори

##### Серия „Неразделен“ (Uncut)
- Master of Pleasure (2006)

от серията има още 7 романа от различни автори

##### Серия „Кралската къща на Найлори“ (Royal House Of Niroli)
1. The Future King's Pregnant Mistress (2007)
8. A Royal Bride At the Sheikh's Command (2008)
10. Scandalous Seductions (2011) – с участието на Мелани Мелбърн
13. Secret Heirs (2011) – в съавторство с Райе Морган
от серията има още 9 романа от различни автори

##### Серия „Короната“ (Santina Crown)
1. The Price of Royal Duty (2012)
от серията има още 8 романа от различни автори

#### Комикси
- Response: Graphic Novel (2006) – с рисунки на Такако Шашимото

#### Сборници разкази
- One-Click Buy: September 2007 Harlequin Presents (2007) – с участието на Аби Грийн, Ким Лоурънс, Карол Маринели, Карол Мортимър, Мишел Рийд и Шантел Шоу
- They're Wed Again (2008)

#### Сборници новели
- A Spanish Christmas (2011)

### като Ани Гроувс

#### Самостоятелни романи
- Only a Mother Knows (2013)

#### Серия „Семейство Прайд“ (Pride family)
1. Ellie Pride (2003)
2. Connie's Courage (2004)
3. Hettie of Hope Street (2005)

#### Серия „Втора световна война“ (World War II)
1. Goodnight Sweetheart (2006)
2. Some Sunny Day (2006)
3. The Grafton Girls (2007)
4. As Time Goes By (2007)

#### Серия „Семейство Кемпиън“ (Campion family)
1. Across the Mersey (2008)
2. Daughters of Liverpool (2008)
3. The Heart of the Family (2009)
4. Where the Heart Is (2009)
5. When the Lights Go on Again (2010)

#### Серия „Определен ред“ (Article Row)
1. London Belles (2011)
2. Home for Christmas (2011)
3. My Sweet Valentine (2012)
4. A Christmas Promise (2013)